# Transport dans l'Union européenne

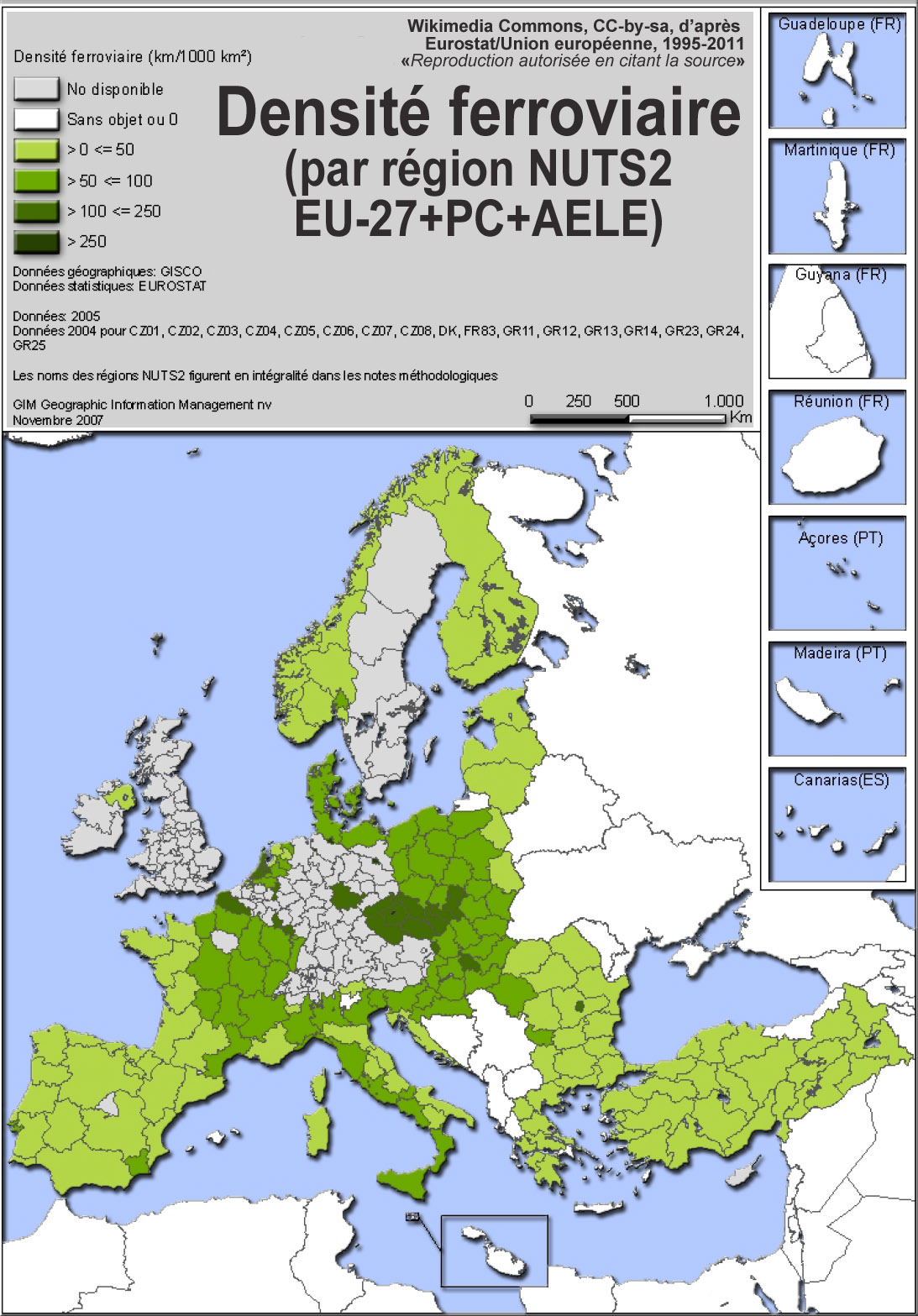
Carte de la densité européenne en voies ferrées (hors métros et tramways, en 2005), montrant que « les densités les plus fortes ne sont pas l'apanage des régions des capitales ». Remarque : les anciennes régions industrielles et portuaires sont mieux desservies. Le Nord-Pas-de-Calais est l'une des régions européennes les mieux desservies, même en tenant compte du fait qu'un linéaire important d'anciens cavaliers miniers privés (Houillères) reliant les sites miniers entre eux et au réseau ont été désaffectés car devenus inutiles. Cette carte montre aussi l'importance des stratégies régionales dans un contexte post-industriel

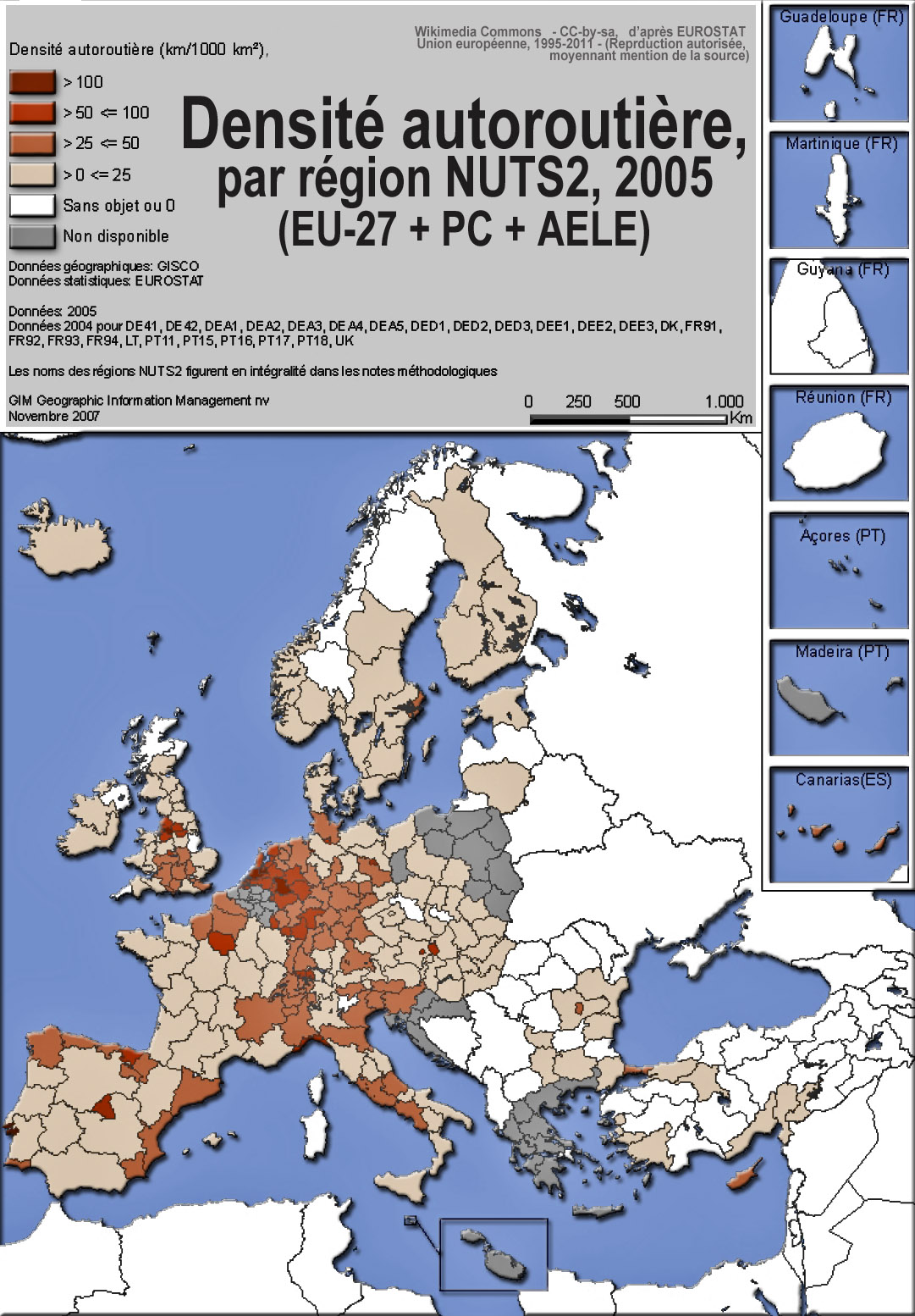
Carte de la densité autoroutière en Europe, selon Eurostat, 2005, montrant que les densités les plus fortes ne sont pas l'apanage des régions des capitales ni des régions aux PIB les plus élevés, mais plutôt des anciennes régions densément peuplées, très industrialisées et/ou portuaires. Certaines de ces mêmes régions (ex : Nord-Pas-de-Calais) peuvent aussi être parmi les plus densément couvertes par les réseaux de canaux et de voies ferrées). Ces régions les moins « enclavées » et a priori les plus attractives en termes de transport ont bénéficié de ce réseau durant les Trente Glorieuses, mais il ne leur a pas permis d'être épargnées par les crises systémiques (minières, sidérurgiques et textiles) qu'elles ont dû affronter des années 1970 à 1990. En outre, ce réseau a été un important facteur de fragmentation écologique et une source de pollution routière diffuse

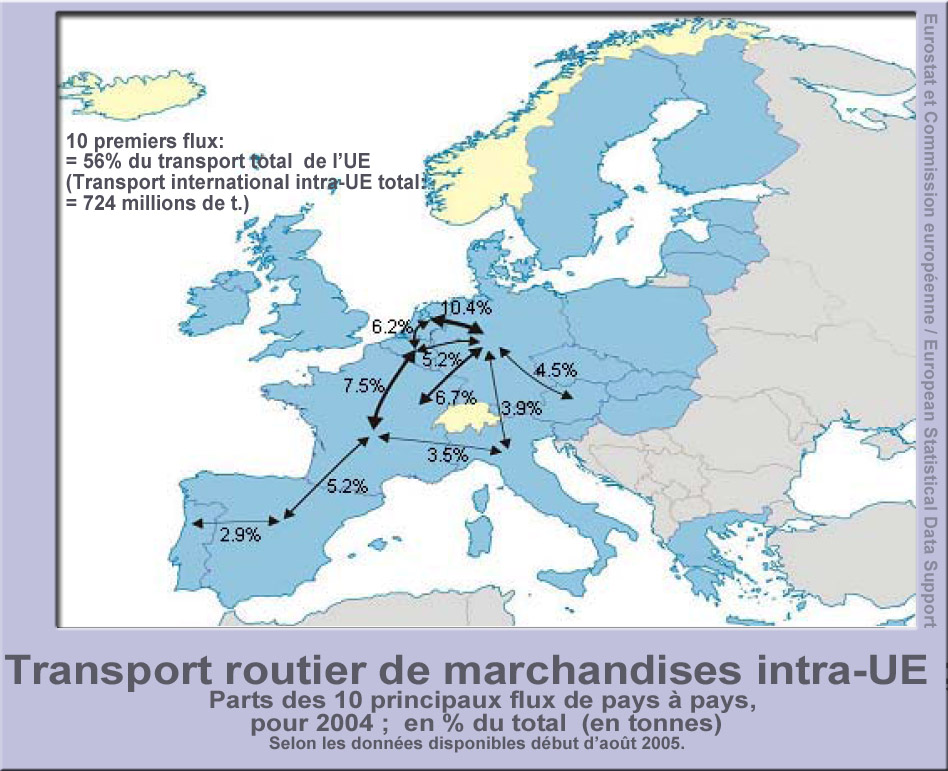
Les 10 plus grands flux de fret routier intra-UE de pays à pays, en 2004 ; en % du total (mesuré en tonnes)
1; Ils représentent 56 % du transport total de l’UE (724 millions de t)

L'Union européenne dispose de l'un des réseaux de transport les plus denses de la planète. Pour les réseaux ferroviaire et autoroutier, elle compte sensiblement plus d'infrastructures pour 1 000 km2 que les États-Unis et à peine moins que le Japon.
Cette densité découle de la densité démographique et industrielle relative aux XIXe et XXe siècles, et de la demande et de l'offre croissantes de transport.

## Modes de transports
En terme quantitatif (poids transporté), les principaux modes de transport sont
- le transport maritime (via le pas de Calais, l'un des détroits les plus fréquentés au monde par les navires marchands et de transport de passager, les grands ports européens, la Baltique),
- le transport routier,
- le transport ferroviaire,
- les canaux
- le transport aérien.
- le réseau véloroutes et voies vertes vise à permettre de traverser l'Europe sur des pistes cyclables balisées ou en site propre (plus sécurisantes)
- Liens transfrontaliers : Ex. : De nombreux tunnels ferroviaires et routiers existent dans les massifs montagneux. Le tunnel sous la Manche réunit la France et l'Angleterre, et le Danemark et la Suède sont réunis par le pont ayant la plus grande portée en Europe : l'Øresundsbron.

Des efforts d'harmonisation européenne sont faits depuis plus d'un siècle, avec une volonté plus récent de développement de l'intermodalité et l'interopérabilité.

## Statistiques européennes
Selon Eurostat (2005) ;
- Par pays, La densité du réseau ferroviaire est la plus importante en République tchèque, en Belgique et en Allemagne.
 Les taux de densité ferroviaire les plus élevés sont souvent enregistrés dans les régions des capitales (Berlin, Prague, Bucarest)[1].

La présence d'activités économiques telles qu'industrie lourde ou infrastructures portuaires influe aussi sur la densité du réseau ferroviaire régional;
- Un pays européen moyen disposait en 2005 de 59 205 km d'autoroutes (soit en moyenne 14 km pour 100 000 hbts et 18 km/1000 km2) alors que le reste du réseau routier représentait 3 371 760 km de routes (soit en moyenne 1 221 km pour 100000 hbts et 1 075 km/1000 km2[1]), avec de fortes variations liées à la taille du pays ou de la région, mais aussi à sa densité de population et au niveau d'industrialisation (actuel ou passé) du territoire. 
Les réseaux autoroutiers les plus denses ont été construits aux Pays-Bas, au Luxembourg et à Chypre (autour de Paris et dans le Nord du pays en France)[1] ; 
En termes de desserte régionale, les zones fortement urbanisées, portuaire et/ou (anciennement) industrielle prédominent, avec par exemple dans l'ouest des Pays-Bas, une densité autoroutière de plus de 100 km pour 1 000 km2 de territoire. 
Les régions à PIB élevé n'affichent pas nécessairement une forte densité autoroutière[1]. C'est néanmoins le cas des régions Düsseldorf et Cologne (Allemagne) et Comunidad de Madrid (Espagne), où le réseau autoroutier est particulièrement dense[1].
- Par habitant c'est à Chypre qu'il y a le plus d'autoroutes (36 km pour 100 000 habitants), devant le Luxembourg (32 km/10000 hbts), la Slovénie (28 km) et l'Espagne (26 km)[1] ;
- par hectare ou km², les Pays-Bas sont les plus densément couverts d'autoroute (63 km pour 1 000 km2, suivis de près par le Luxembourg (57 km) et de plus loin par l'Allemagne (35 km). La densité autoroutière des Pays-Bas est trois fois et demie supérieure à la moyenne de l'UE (18 km, calculée sur la base des données disponibles) ;
- pour les villes-régions, le rapport longueur d'autoroute-superficie peut atteindre jusqu'à 220 km à Lisbonne situé loin devant d'autres régions urbaines (Brême[7] (176 km) puis Grand Manchester au Royaume-Uni (140 km). Outre ces villes-régions (auxquelles on peut ajouter Düsseldorf, Hambourg et Vienne qui figurent également au palmarès des dix premières), trois provinces néerlandaises se distinguent avec des ratios de 100 km ou plus. Ces dernières (Utrecht, Brabant-Septentrional et Hollande-Méridionale) font toutes partie de ladite Randstad (zone la plus peuplée de l'Ouest des Pays-Bas).
- Pour le transport de marchandises, après le transport maritime, le cabotage par camion joue un rôle prédominant[8]. Il semble pouvoir être optimisé, car selon Eurostat, en 2003 (pour les 14 États membres communiquant des données sur cette variable), les parcours à vide étaient 23 % environ des véhicules-kilomètres et plus de 40 % des parcours effectués. Le transport national totalise la grande majorité – environ 90 % – des parcours à vide. En 2003, 25 % des véhicules-kilomètres du transport national ont été effectués à vide, contre 12 % pour le transport international. 
Parmi les tonnes-kilomètres notifiées en 2003, 83 % ont été transportés pour «compte d’autrui», contre seulement 17 % pour «compte propre».

De plus, une flotte ancienne et plus polluante est utilisée dans certains pays ; de 1999 à 2003, la part des véhicules-kilomètres effectués par des véhicules de fret de plus de six ans est passée, selon les données communiquées par 16 États membres de plus d’un quart à peine un cinquième. Les véhicules de trois ans et moins en effectuent plus de la moitié depuis 2001, avec des véhicules plus âgés dans les nouveaux États membres et certains des anciens.

## Transport aérien
En Europe, les avions de transport des passagers effectuant le plus de vol commerciaux sont l'A320 et le Boeing 737.
| Pour des raisons techniques, il est temporairement impossible d'afficher le graphique qui aurait dû être présenté ici. |
| Source Eurostat Aircraft traffic data by reporting country [avia_tf_acc] Last update: 14-07-2017                       |

| Pour des raisons techniques, il est temporairement impossible d'afficher le graphique qui aurait dû être présenté ici. |
| Source Eurostat Aircraft traffic data by reporting country [avia_tf_acc] Last update: 22/02/2021 11:00                 |

L'Union européenne considère qu'afin d’éviter la répétition des vérifications par plusieurs acteurs (par exemple, les compagnies aériennes et les autorités publiques), il convient que les autorités, les aéroports et les compagnies aériennes s’entendent pour mettre en œuvre, autant que possible, des dispositifs de «guichet unique» au départ. Les États membres de l’UE devraient donc éviter d’exiger la vérification des certificats COVID numériques de l’UE plus d’une fois au cours d’un voyage en avion (par exemple, lors de l’enregistrement à l’aéroport et de nouveau à l’embarquement). Il convient de relever que toute obligation de vérification des certificats établis par le règlement (UE) 2021/953 ne justifie pas en soi la réintroduction temporaire du contrôle aux frontières intérieures.

## Transport routier de passagers
| Pour des raisons techniques, il est temporairement impossible d'afficher le graphique qui aurait dû être présenté ici. |
| Source Belgium.be |

## Effets du transport

### Environnement
Les transports sont en Europe source d'une consommation importante de ressources foncières et naturelles (carbone fossile, matériaux...). Ils sont aussi à l'origine d'une pollutions historique et chronique de l'eau, de l'air, des sols et des habitats et écosystèmes, via notamment la pollution de l'air ; particulaire et gazeuses avec émission de gaz à effet de serre et de gaz affectant la couche d'ozone, sonore (y compris dans le milieu sous-marin), lumineuse, et nuisances, et d'une importante fragmentation des écosystèmes et paysages par les infrastructures routières, ferroviaires et canaux.

### Sécurité
Dans le transport européen, le principal risque de transport concerne les accidents de la route en Europe avec 8 tués en accident d'avion (ligne régulière seulement), 1 130 tués en accident ferroviaire, et 16 932 tués dans des accidents de la routes, pour 20 des pays membres de l'UE cette année là, selon Eurostat.

## Réglementation
En matière d'infrastructure routière, la directive (UE) 2019/1936 du 23 octobre 2019 concernant la gestion de la sécurité des infrastructures routières organise l'évaluation de la sécurité de l’ensemble du réseau routier et les inspections de sécurité routière périodiques et le marquage routier et signalisation routière.
L'union européenne dispose de législation relative à la réception et à la surveillance du marché des véhicules à moteur.
Les directives de l'Union européenne concernent également le permis de conduire européen.

## Sources

## Compléments